# U-Prince Series
U-Prince Series è una serie televisiva thailandese, tratta dall'omonima serie di romanzi, trasmessa dal 22 maggio 2016 al 2 luglio 2017 dalla rete GMM 25, in un totale di dodici stagioni. La serie è stata distribuita ufficialmente anche su Line TV e YouTube.
U-Prince Series cambia coppia ogni stagione, mantenendo in comune taluni personaggi che ricorrono in più storie e il soggetto di base degli ambasciatori universitari.

## Trama
12 ragazzi sono stati scelti per essere ambasciatori U-Prince, ovvero i migliori rappresentanti di ogni facoltà dell'università IUCA. Ognuno di loro si troverà ad incontrare l'amore della loro vita.

### Prima stagione:Sibtis(Handsome Cowboy)
In una serata dove si esibisce come disc jockey, Prikkang viene corteggiata da Sibtis, U-Prince della facoltà di agraria e cowboy, che lei subito ricorda essere il suo amore d'infanzia. Lui, che non ricorda minimamente il passato, è nel frattempo cresciuto diventando un playboy e subito viene respinto. Sibtis, però, è ostinato.

### Seconda stagione:Thesis(Gentle Vet)
Di ritorno da una partita di calcetto durante una forte pioggia, Suaysai cerca di scappare da un'auto che sembra seguirla e finisce per cadere dalla bicicletta. In realtà, nell'auto c'è un ragazzo, Thesis, ambasciatore della facoltà di veterinaria, che subito la soccorre e le offre un passaggio per casa. Tra i due comincia, piano piano, a nascere l'amore.

### Terza stagione:T-Rex(Lovely Geologist)
(T-Rex, episodio 4)
T-Rex, ambasciatore della facoltà di scienze, è un grande amante di dinosauri ed è solito scovare luoghi dove ci sono dei possibili fossili; un giorno ne localizza uno nel giardino di una ragazza, Baiplu, della quale subito rimane affascinato.

### Quarta stagione:Dash(Badass Baker)
Dash, cuoco provetto e U-Prince della facoltà di arti culinarie, ha bisogno di un nuovo appartamento, che abbia una grande cucina; T-Rex decide di affittargliene uno nel palazzo di suo zio, ma ad una condizione: deve convivere con una ragazza, René, veramente disordinata.

### Quinta stagione:Teddy(Absolute Economist)
Chompink s'innamora a prima vista vista di Teddy, U-Prince della facoltà di scienze economiche, che però è da tutti considerato fidanzato con un ragazzo, Pascal; lei, testarda, cerca comunque di far colpo su di lui.

### Sesta stagione:Hawk(Foxy Pilot)
Hawk, ambasciatore della facoltà di ingegneria, si presenta ad un colloquio presso un'importante compagnia aerea per proporsi come loro pilota; nonostante gli incredibili punteggi ottenuti nei test di volo, il proprietario richiede una mansione in più al ragazzo: prendersi cura di sua figlia Aurora, che quello stesso giorno torna in università dopo un prolungato periodo di assenza.

### Settima stagione:Kirun(Playful Comm-Arts)
Sung è da sempre innamorata di Kirun, amante del cinema e U-Prince della facoltà d'arte e comunicazione, ma non gli hai mai parlato; quando il ragazzo si ritroverà ad essere suo compagno per un progetto le cose cominceranno però a cambiare.

### Ottava stagione:Kiryu(Extroverted Humanist)
Pinyin è una studentessa del primo anno, e quando Kiryu, fratello minore di Kirun e ambasciatore della facoltà di lettere, la vede per la prima volta subito se ne innamora; lei è però restio anche solo a fare amicizie, e per il ragazzo sarà difficile farla innamorare di sé.

### Nona stagione:Firstclass(Single Lawyer)
Minute è una ragazza snob proveniente da una famiglia ricca. Quando la bancarotta colpisce le finanze dei genitori, per poter risparmiare la ragazza sarà costretta a co-abitare con Firstclass, fratellastro del suo amico BM e U-Prince della facoltà di legge.

### Decima stagione:Hippy(Crazy Artist)
(episodio 3)
Quando Mel Be, classica ragazza nerd, viene improvvisamente lasciata dal suo ragazzo dopo cinque anni di relazione, Hippy, ambasciatore della facoltà di belle arti e frontman del gruppo The Bullet, pur non conoscendola, cerca subito di consolarla. Quando lei, a mo' di esperimento, gli propone di frequentarsi per i cinque giorni successivi, tra i due scatta la scintilla.

### Undicesima stagione:Survey(Badly Politics)
Cherry Milk è una ragazza appassionata di moda, che va male a scuola. Per tentare di recuperare un buon voto, la professoressa le dà un compito speciale: realizzare un documentario sulla repubblica di Honzel, in particolare sugli abitanti di questa nazione che si sono rifugiati in Thailandia. L'unico che può aiutarla è il popolarissimo Survey, ambasciatore della sua stessa facoltà, scienze politiche, che non solo proviene proprio da Honzel, ma segretamente ne è anche principe.

### Dodicesima stagione:Brian(Ambitious Boss)
Mantou è una ragazza poco intelligente, proveniente da una famiglia mafiosa che gli ha organizzato fin da piccola un matrimonio combinato con Li Tang, di cui lei è sempre stata innamorata. Quando finisce il liceo ed è pronta a sposarsi, Li Tang decide di andare contro la sua famiglia, annullando il matrimonio e andando a studiare alla IUCA, in facoltà di amministrazione aziendale. Mantou, che pensa di riuscire semplicemente a rimandare le nozze, si troverà sempre più a stretto contratto con Brian, U-Prince della stessa facoltà di Li nonché nuovo promesso sposo della ragazza scelto dai loro genitori.

## Personaggi e interpreti

### Principali
- Sibtis (stagione 1, guest 10), interpretato da Puttichai Kasetsin "Push".
- Prikkang (stagione 1, guest 5, 9), interpretata da Esther Supreeleela.
- Thesis (stagione 2, ricorrente 3), interpretato da Vorakorn Sirisorn "Kang".
- Suaysai (stagione 2), interpretata da Sutatta Udomsilp "PunPun".
- T-Rex (stagione 3, ricorrente 4, 11, guest 2, 12), interpretato da Nontanun Anchuleepradit "Kacha".
- Baiplu (stagione 3), interpretata da Nachjaree Horvejkul "Cherreen".
- Dash (stagione 4, guest 2-3, 12), interpretato da Chatchawit Techarukpong "Victor".
- René (stagione 4, ricorrente 7, 12), interpretata da Charada Imraporn "Piglet".
- Teddy (stagione 5, ricorrente 12, guest 9), interpretato da Isariya Patharamanop "Hunz".
- Chompink (Chompoo) (stagione 5, guest 9), interpretata da Focus Jeerakul.
- Hawk (stagione 6, ricorrente 1, 8, 10, guest 12), interpretato da Jirakit Thawornwong "Mek".
- Aurora (stagione 6, guest 5), interpretata da Zuvapit Traipornworakit "Baitoei".
- Kirun (stagione 7, ricorrente 8-9, 12), interpretato da Nawat Phumphothingam "White".
- Sung (stagione 7, ricorrente 4), interpretata da Sananthachat Thanapatpisal "Fon".
- Kiryu (stagione 8, ricorrente 1, 6-7, 10, guest 9), interpretato da Chonlathorn Kongyingyong "Captain".
- Pinyin (stagione 8), interpretata da Jannine Weigel "Ploychompoo".
- Firstclass (stagione 9, ricorrente 8), interpretato da Vachiravit Paisarnkulwong "August".
- Minute (stagione 9, ricorrente 8), interpretata da Lapisara Intarasut "Apple".
- Hippy (stagione 10, ricorrente 1, 6, 8, guest 2-4), interpretato da Kunchanuj Kengkarnka "Kun".
- Mel Be (stagione 10), interpretata da Note Panayanggool.
- Survey (stagione 11, ricorrente 12, guest 3-5), interpretato da Thanat Lowkhunsombat "Lee".
- Cherry Milk (stagione 11), interpretata da Lapassalan Jiravechsoontornkul "Mild".
- Brian (stagione 12, ricorrente 11), interpretato da Chutavuth Pattarakampol "March".
- Mantou (stagione 12), interpretata da Worranit Thawornwong "Mook".

### Ricorrenti
- Sylvia (stagioni 1-7, 12, guest 8-11), interpretata da Alysaya Tsoi "Alice".
- Cholly (stagioni 1-5, 7, 9, 12, guest 6, 8, 10-11), interpretato da Korawit Boonsri "Gun".
- Key (stagione 1), interpretato da Kanut Rojanai "Baan".
- Pitta (stagione 1), interpretata da Natthapat Wipatkornthrakul "Puifai".
- Hed (stagione 1), interpretato da Jirakit Kuariyakul "Toptap".
- Ped (stagione 1), interpretato da Nachat Juntapun "Nicky".
- Padre di Sibtis (stagione 1), interpretato da Surasak Chaiat "Nu".
- Padre di Prikkang (stagione 1), interpretato da Prakasit Bowsuwan.
- Punpun (stagione 2), interpretato da Achirawich Saliwattana "GunAchi".
- Lorthep (stagione 2, guest 3), interpretato da Pronpiphat Pattanasettanon "Plustor".
- Pete (stagione 2), interpretata da Natapat Patipokasut "Miss"
- Jelly (stagione 2, guest 7, 11-12), interpretata da Sutthipha Kongnawdee "Noon".
- Bell (stagioni 3, 10-12, guest 7, 9), interpretata da Tipnaree Weerawatnodom "Namtan".
- Him (stagioni 3, 7, 9-12, guest 6), interpretato da Weerayut Chansook "Arm".
- Mark (stagione 4), interpretato da Jatuchoke Wangsuwannakit "Go".
- Annie (stagione 4), interpretata da Oranicha Krinchai "Proud".
- Pascal (stagioni 5-6, guest 10), interpretato da Thitipoom Techaapaikhun "New".
- Piglet (stagione 5), interpretata da Nutticha Namwong "Kaykai".
- Tang Thai (Somsak) (stagione 5), interpretato da Phadej Onlahoong.
- Tangmo (Somyot) (stagione 5), interpretato da Poodit Chohksangiam.
- Loma (stagioni 5-12), interpretata da Ramida Jiranorraphat "Jane".
- François (stagione 6, guest 5), interpretato da Khoo Pei-Cong "Wave".
- Philip (stagione 6), interpretato da Tawan Vihokratana "Tay".
- Kevin (stagioni 7-12, guest 6), interpretato da Pluem Pongpisal.
- Dizzy (stagione 7), interpretata da Phakjira Kanrattanasood "Nanan".
- Madre di Kirun e Kiryu (stagione 8, guest 7), interpretata da Parichat Praihirun.
- Madre di Pinyin (stagione 8), interpretata da Pimolwan Suphayang.
- Set (stagione 8), interpretato da Suradet Piniwat "Bas".
- BM (stagione 9), interpretato da Prachaya Ruangroj "Singto".
- Pitcher (stagione 9), interpretato da Thanaboon Wanlopsirinun "Na".
- Theo (stagione 10), interpretato da Phurikulkrit Chusakdiskulwibul "Amp".
- Kwangnoi (stagione 11), interpretata da Maripha Siripool "Wawa".
- Fuse (stagione 11), interpretato da Pattadon Jan-Ngern "Fiat".
- Aob (stagione 11), interpretato da Krittanai Arsalprakit "Nammon".
- Andres (stagione 11), interpretato da Paiboonkiat Kiewkaew.
- Regina Elisa (stagione 11), interpretata da Rachanee Siralert "Prae".
- Principessa Karin (stagione 11), interpretata da Puimek Weerayuttvilai "Puimekster".
- Li Tang (stagione 12), interpretato da Jumpol Adulkittiporn "Off".
- Tanthai (stagione 12), interpretato da Chanagun Arpornsutinan "Gunsmile".

## Episodi
| Stagione            | Episodi | Prima TV  |
| ------------------- | ------- | --------- |
| Prima stagione      | 8       | 2016      |
| Seconda stagione    | 4       | 2016      |
| Terza stagione      | 4       | 2016      |
| Quarta stagione     | 4       | 2016      |
| Quinta stagione     | 4       | 2016      |
| Sesta stagione      | 4       | 2016-2017 |
| Settima stagione    | 4       | 2017      |
| Ottava stagione     | 4       | 2017      |
| Nona stagione       | 4       | 2017      |
| Decima stagione     | 4       | 2017      |
| Undicesima stagione | 4       | 2017      |
| Dodicesima stagione | 5       | 2017      |

La puntata finale della serie è divisa in tre parti: i primi 25 minuti fungono da chiusura dell'arco narrativo, a seguire sono stati mostrati alcuni dietro le quinte, blooper ed interviste da tutte le dodici stagioni, mentre l'ultima parte è stata dedicata ad una lunga anteprima di "My Dear Loser - Rak mai aothan".

## Colonna sonora
- Note Panayanggool - Ror hai tur poot gaun (sigla st. 1, 2x01-02, 3)
- Tanont Chumroen - Chep thi yang rusuek
- Worranit Thawornwong - Mai tummadah
- Vonthongchai Intarawat - Dae thoe thirak
- Vorakorn Sirisorn - Fai diao (sigla ep. 2x03-04)
- Kunchanuj Kengkarnka - Khuen thi fa sawang
- Nontanun Anchuleepradit - Roy yim kaung tur
- Chatchawit Techarukpong - My Beautiful Girl (sigla st. 4)
- Charada Imraporn - Kwahm wahn (Sweet)
- Isariya Patharamanop e Focus Jeerakul - Fan pai... rue plao (sigla st. 5)
- Jirakit Thawornwong - Poot wah rak bao bao (sigla st. 6)
- Chonlathorn Kongyingyong - Tah tur mai roo (sigla st. 7-8)
- Sarunyu Winaipanit - Garoonah mah rop guan (sigla st. 9)
- Kunchanuj Kengkarnka - Grasoon (sigla st. 10)
- Kunchanuj Kengkarnka - Wun tee chun aht leum
- Weerayut Chansook - Gumlung ror yoo por dee (sigla st. 11)
- Sivakorn Lertchuchot - Arai gor dai nai jai tur (sigla st. 12)
- Worranit Thawornwong - Arai gor dai nai jai tur

## Riconoscimenti
Maya Awards
- 2017 - Candidatura Stella nascente femminile a Zuvapit Traipornworakit per la stagione Hawk

Daradaily The Great Awards
- 2018 - Candidatura Stella nascente dell'anno a Thanat Lowkhunsombat per la stagione Survey[3]